# Balonfok
Balonfok – duży żagiel używany przy słabych wiatrach zamiast foka.